# Suite de Følner
En mathématiques, une suite de Følner d'un groupe est une suite d'ensembles satisfaisant une certaine condition. Les suites de Følner servent à caractériser les groupes moyennables. Elles doivent leur nom au mathématicien Erling Følner.

## Définition
Étant donné un groupe {\displaystyle G} qui agit sur un ensemble dénombrable {\displaystyle X}, une suite de Følner pour cette action est une suite de sous-ensembles finis {\displaystyle F_{1},F_{2},\dots } de {\displaystyle X} qui recouvrent {\displaystyle X} et qui « bougent peu » sous l'action du groupe. Plus précisément,
pour chaque {\displaystyle x\in X}, il existe un {\displaystyle i} tel que {\displaystyle x\in F_{j}} pour tout {\displaystyle j>i}, et {\displaystyle \lim _{i\to \infty }{\frac {|gF_{i}\mathbin {\triangle } F_{i}|}{|F_{i}|}}=0} pour tout {\displaystyle g} dans {\displaystyle G},
où {\displaystyle \triangle } est la différence symétrique, et {\displaystyle |A|} le cardinal de {\displaystyle A}
Pour un groupe localement compact agissant sur un espace mesurable {\displaystyle (X,\mu )}, on utilise une autre définition : on remplace les ensembles finis par des ensemble de mesure finie et strictement positive ; la condition de Følner devient alors
{\displaystyle \lim _{i\to \infty }{\frac {\mu (gF_{i}\mathbin {\triangle } F_{i})}{\mu (F_{i})}}=0},

## Exemples
- Tout groupe fini {\displaystyle G} possède une suite de Følner donnée par {\displaystyle F_{i}=G}.
- Considérons le groupe des entiers, agissant sur lui-même par addition. Soit {\displaystyle F_{i}} l'ensemble des entiers compris entre {\displaystyle -i} et {\displaystyle i}. Alors {\displaystyle gF_{i}} est l'ensemble des entiers compris entre {\displaystyle g-i} et {\displaystyle g+i} ;  la différence symétrique a pour cardinal {\displaystyle 2g}, alors que {\displaystyle F_{i}} a pour cardinal {\displaystyle 2i+1}, donc {\displaystyle (F_{i})} est une suite de Følner.

## Moyennabilité
Soit {\displaystyle G} un groupe dénombrable possédant une suite de Følner {\displaystyle F_{i}} pour son action sur lui-même. Alors {\displaystyle G} est moyennable.
Pour définir une mesure {\displaystyle \mu } sur {\displaystyle G}, la définition naturelle  serait
{\displaystyle \mu (A)=\lim _{i\to \infty }{|A\cap F_{i}| \over |F_{i}|}.}
Cependant, cette limite n'existe pas toujours. Pour contourner cette difficulté, on choisit un ultrafiltre non-trivial {\displaystyle \omega }  sur {\displaystyle \mathbb {N} }, et on définit l'ultralimite :
{\displaystyle \mu (A)=\lim _{\omega }{|A\cap F_{i}| \over |F_{i}|}.}
Les propriétés des ultralimites font de {\displaystyle \mu } une mesure de probabilité finiment additive et invariante à gauche.